# Pagersari (Kalidawir)
Pagersari is een bestuurslaag in het regentschap Tulungagung van de provincie Oost-Java, Indonesië. Pagersari telt 4420 inwoners (volkstelling 2010).